# Scoparia citrochroa
Scoparia citrochroa là một loài bướm đêm trong họ Crambidae.